# Ptilogyna (Plusiomyia) westralis
Ptilogyna (Plusiomyia) westralis is een tweevleugelige uit de familie langpootmuggen (Tipulidae). De soort komt voor in het Australaziatisch gebied.